# Ben Whitehead
Pour les articles homonymes, voir Whitehead.
Ben Whitehead est un acteur britannique né le 15 mai 1977 à Cheshire en Angleterre.

## Filmographie

### Cinéma
- 2005 : Pokémon : Lucario et le Mystère de Mew : plusieurs personnages
- 2005 : Wallace et Gromit : Le Mystère du lapin-garou : M. Leaching
- 2008 : Sacré Pétrin : Bob le boulanger
- 2012 : Les Pirates ! Bons à rien, mauvais en tout : le pirates qui aime les couchers de soleil et les chatons
- 2013 : Secrets of the Dark House : le mari
- 2018 : Cro Man : voix additionnelles
- 2018 : Wallace et Gromit : A Grand Night In : Wallace
- 2018 : The War of the Words: The Musical Drama
- 2021 : Views of the Shard : John
- 2023 : Eigengrau Half-Life : Michael Hobbs
- 2024 : Wallace et Gromit : La Palme de la vengeance : Wallace

### Télévision
- 2009 : Inside Soccer : le narrateur
- 2011 : Fred Strangebone's World of Murder, Mystery and Murder : Fred Strangebone
- 2012 : RuneScape: Back in Action : plusieurs personnages
- 2015 : Aardman: A Cracking Collection : Wallace
- 2019 : Berry Bees : plusieurs personnages (26 épisodes)
- 2023 : Emmerdale Farm : un homme (1 épisode)

### Jeu vidéo
- 1999 : MUGEN
- 2005 : Wallace et Gromit : Le Mystère du lapin-garou : M. Leaching et Hutch
- 2006 : Digimon World DS : Weregarurumon
- 2008 : Raccoon Racing
- 2008 : Sacré Pétrin : Bob le boulanger
- 2008 : Wallace & Gromit Snow Drift : Wallace
- 2009 : Wallace & Gromit: Top Bun : Wallace
- 2009 : Wallace & Gromit's Grand Adventures: Fright of the Bumblebees : Wallace
- 2010 : Club Penguin : Penguin
- 2013 : Expeditions: Conquistador
- 2013 : Total War: Rome II
- 2015 : Anno 2205 : John Rafferty
- 2016 : Shadow Tactics: Blades of the Shogun : les civils et l'officier
- 2017 : The Pillars of the Earth : Remigius et les civils
- 2018 : Les Sims Mobile : Père Noël, Servo et Abraham Lincoln
- 2019 : Anno 1800
- 2019 : Shadow Point : un officier
- 2019 : Layers of Fear 2 : le journaliste
- 2019 : Trine 4: The Nightmare Prince : Sir Florianus
- 2019 : A Year of Rain
- 2020 : Troy: A Total War Saga
- 2021 : Yaga : The Miller
- 2021 : War Mongrels
- 2021 : Sherlock Holmes: Chapter One
- 2022 : Warhammer 40,000: Darktide : Chaos Ogryn et Groaner
- 2023 : Layers of Fear : le journaliste
- 2023 : Wallace & Gromit: The Grand Gateway : Wallace
- 2024 : Dragon's Dogma 2 : plusieurs personnages